# Kaspar Taimsoo

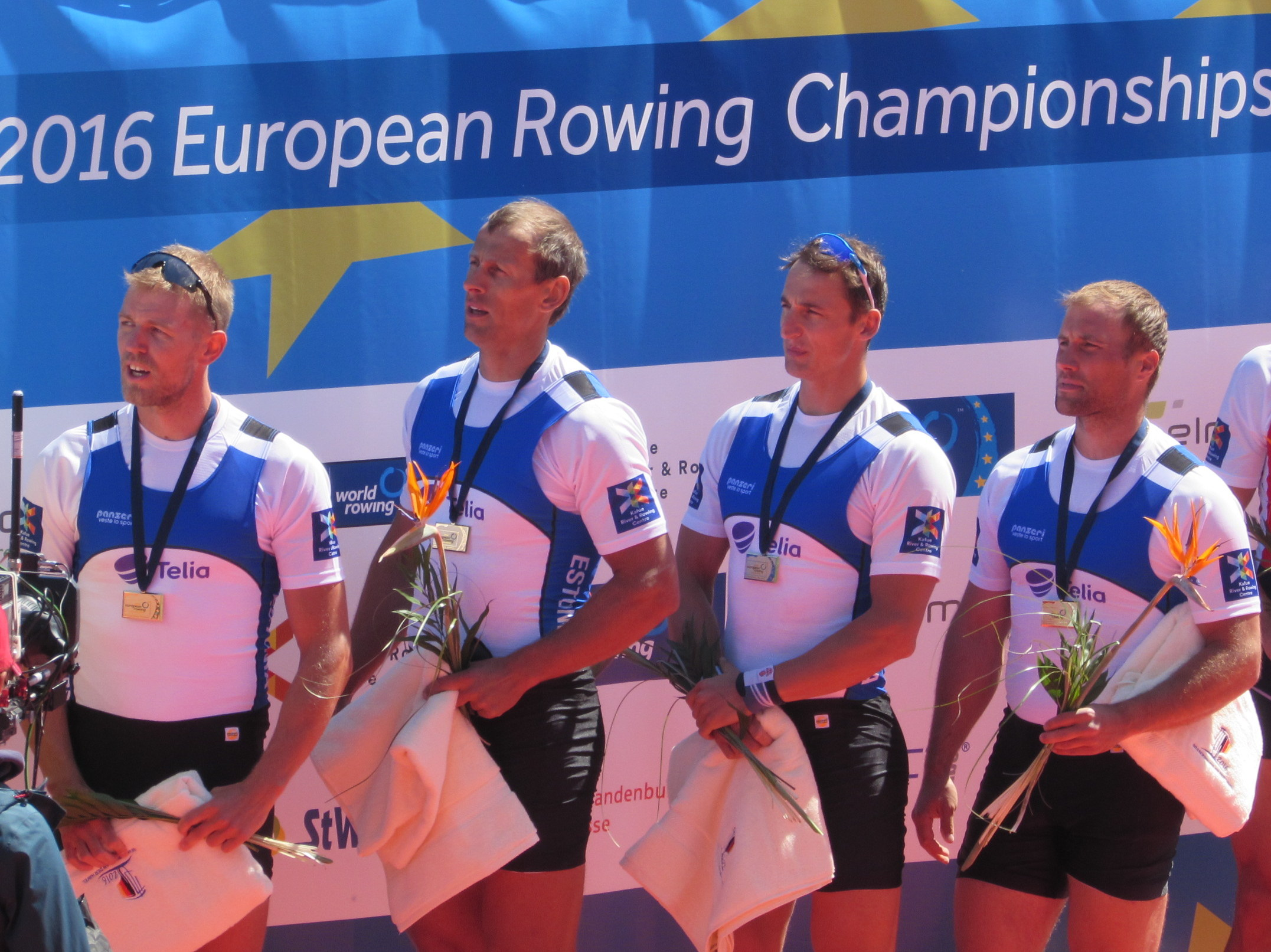
Europameister 2016 v.l.n.r: Taimsoo, Endrekson, Raja, Jämsä

Kaspar Taimsoo (* 30. April 1989 in Viljandi) ist ein estnischer Ruderer. 

## Sportliche Erfolge
Taimsoo begann im Alter von sieben Jahren mit dem Rudersport. Sein erster internationaler Wettkampf waren die Junioren-Weltmeisterschaften 2004 in Banyoles, wo er zusammen mit Alo Kuslap den 14. Platz im Doppelzweier belegte. 2005 gewann der für den Verein Viljandi Sõudeklubi startende Athlet die Bronzemedaille im Einer bei den Junioren-Weltmeisterschaften in Brandenburg Beetzsee. Bei den Ruder-Weltmeisterschaften 2007 in München ging er zusammen mit Allar Raja, Igor Kuzmin und Vladimir Latin im Doppelvierer an den Start. Das estnische Team belegte den zweiten Platz im B-Finale und somit den achten Platz im Endklassement. In gleicher Besetzung startete das Team auch bei den Ruder-Europameisterschaften 2007 in Posen, wo sie den fünften Platz im A-Finale belegten. Bei den Olympischen Sommerspielen 2008 in Peking zogen sie in das B-Finale ein und erruderten den neunten Platz. Zusammen mit Vladimir Latin startete Taimsoo im Doppelzweier bei den Ruder-Europameisterschaften 2008 in Athen. Nachdem sie lange in Führung gelegen hatte, mussten sie sich am Ende dem französischen Duo geschlagen geben und gewann die Silbermedaille vor den ukrainischen Athleten. 
Seit der Saison 2009 startet er mit Allar Raja im Doppelzweier. Beim Weltcup in München erreichen sie das A-Finale, wo sie Fünfte wurden. In Luzern konnte sich das Duo weiter steigern und belegte den dritten Rang. Diesen Platz konnten sie auch bei den Ruder-Weltmeisterschaften 2009 in Posen erkämpfen. Bei den Ruder-Europameisterschaften 2009 gelang ihnen sogar ein Start-Ziel-Sieg und Taimsoo konnte seinen ersten internationalen Titel feiern. Bei den U23-Weltmeisterschaften in Račice startete Taimsoo im Einer, erlitt jedoch im Vorlauf einen Hitzschlag und konnte das Rennen nicht beenden. Im Jahr darauf erhielten Raja und Taimsoo die Silbermedaille bei den Europameisterschaften, bei den Weltmeisterschaften 2010 belegten die beiden den achten Platz. 2011 erreichten die beiden den siebten Platz bei den Weltmeisterschaften. Bei den Europameisterschaften 2011 traten Andrei Jämsä, Allar Raja, Tõnu Endrekson und Kaspar Taimsoo im Doppelvierer an und gewannen hinter dem russischen Boot die Silbermedaille im Doppelvierer. 2012 belegte das Boot in der gleichen Besetzung den vierten Platz bei den Olympischen Spielen in Eton. Kurz darauf gewann die estnische Crew den Europameistertitel. 2013 belegten Raja und Taimsoo den siebten Platz im Doppelzweier bei den Europameisterschaften. Bei den Weltmeisterschaften 2013 belegten sie zusammen mit Kaur Kuslap und Sten-Erik Anderson den fünften Platz im Doppelvierer. In der gleichen Besetzung belegten die vier Esten den sechsten Platz bei den Europameisterschaften 2014 und den fünften Platz bei den Weltmeisterschaften 2014. 2015 kehrten Jämsä und Endrekson in den estnischen Doppelvierer zurück. Bei den Weltmeisterschaften gewannen Jämsä, Raja, Endrekson und Taimsoo die Bronzemedaille hinter den Deutschen und den Australiern. In der gleichen Besetzung siegten die Esten bei den Europameisterschaften 2016. Bei den Olympischen Spielen 2016 gewannen der estnische Doppelvierer die Bronzemedaille.
2017 ruderte Taimsoo weiter im estnischen Doppelvierer, der jedoch zu Beginn der Saison nicht recht in Schwung kam und bei den Europameisterschaften den Finaleinzug verpasste. Zu den Weltmeisterschaften war die Kombination mit Kaur Kuslap, Allar Raja, Tõnu Endrekson und Schlagmann Taimsoo jedoch in Form und gewann die Bronzemedaille hinter Litauen und Großbritannien. Drei Jahre später erreichte der estnische Doppelvierer wieder ein Meisterschaftsfinale. Bei den Europameisterschaften 2020 belegten Jüri-Mikk Udam, Raja, Endrekson und Taimsoo den vierten Platz, 2021 gewannen sie die Bronzemedaille. Bei den Olympischen Spielen in Tokio belegte der estnische Doppelvierer den sechsten Rang. 2022 trat er zusammen mit seinem Freund Stephan Krüger im zweiten Weltcuplauf an. Der Doppelzweier belegte den zehnten Gesamtrang.
Kaspar Taimsoo hat  mit 7,15 m im Jahre 2015 einen neuen Weltrekord im Kiiking aufgestellt.

## Auszeichnungen
Taimsoo wurde 2009 mit dem Doppelzweier, sowie 2012, 2015 und 2016 mit dem Doppelvierer zur Mannschaft des Jahres in Estland gewählt.